# LVD 801–803
Die Dieseltriebwagen LVD 801–803 wurden von der Waggonfabrik Gebrüder Credé (801, 802) und Vairogs (803) gebaut und an die Latvijas Valsts Dzelzsceļi (LVD) in Lettland ausgeliefert. Die Fahrzeuge besaßen bei Auslieferung 1939 russische Breitspur und wurden möglicherweise alle 1941 auf Normalspur umgebaut. 1944 kam der 802 nach Deutschland, war hier bei verschiedenen Privatbahngesellschaften im Einsatz und befand sich 2019 als TAG 27 bei der Tegernsee-Bahn Betriebsgesellschaft.

## Geschichte und Einsatz

### LVD 801–803

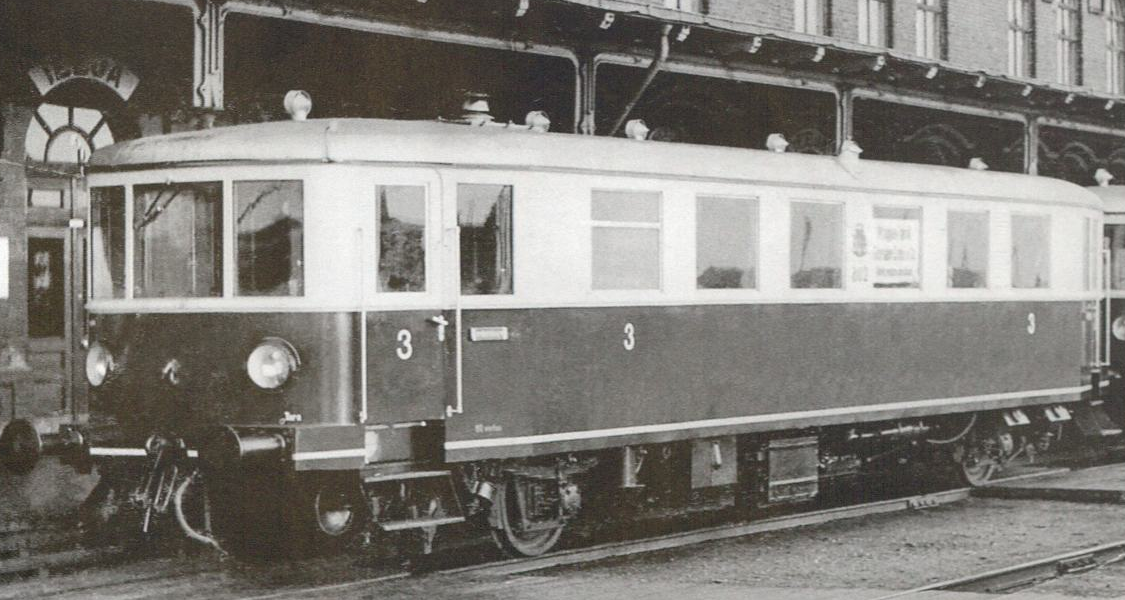
LVD 802 auf einer historischen Aufnahme in Lettland

Die Eisenbahnen Lettlands beschafften in den 1930er Jahren drei zweiachsige Triebwagen für den Betrieb auf ihren Nebenbahnen in russischer Breitspur. Dabei wurden 1938 von der Waggonfabrik Gebrüder Credé zwei Fahrzeuge gebaut, ein drittes von Vairogs folgte mit annähernd gleichen Abmessungen.
Diese drei Fahrzeuge waren nur wenige Monate im Einsatz und mussten nach Kriegsausbruch abgestellt werden. Nach dem 1941 erfolgten Einmarsch der Wehrmacht wurde der Triebwagen 802 auf Normalspur umgebaut und zunächst auf der umgespurten Eisenbahnstrecke Daugavpils – Indra (Bezirk Krāslava) eingesetzt.
Der 802 wurde 1944 beschädigt nach Westen abgefahren und durch die Vermittlung der Deutsche Reichsbahn 1944 an die Regentalbahn verkauft. Das ursprüngliche Betriebsbuch des Triebwagens ging infolge der Kriegsereignisse verloren, wodurch dieser Zeitraum lückenhaft ist.
Für 18.000 RM gelangte der Triebwagen in den Bestand der Regentalbahn.
Die Spuren der beiden anderen Fahrzeuge verlieren sich in der späteren Sowjetunion.

### RAG VT 3 / VT 03 / VT 13
Nachdem das Fahrzeug 1944 von der Regentalbahn AG (RAG) erworben wurde, kam es zur Waggonfabrik Gebrüder Credé in Kassel zur Aufarbeitung. Dort erhielt er die neue Fabriknummer Credé 1944/2423 und wurde 1945 wieder dem Betriebsdienst übergeben.
Der Triebwagen war größer als der vorhandene zweiachsige VT 02. Dennoch deckte sich dessen Aufgabengebiet mit dem des nunmehr VT 3 bezeichneten Fahrzeuges auf der Bahnstrecke Gotteszell–Blaibach wie auf der Bahnstrecke Deggendorf–Metten. Zu einem unbekannten Zeitpunkt wurde die Betriebsnummer in VT 03 geändert. Mit der 1973 erfolgten Übernahme der AG Lokalbahn Lam–Kötzting durch die Regentalbahn war diese Betriebsnummer doppelt vorhanden. 1974 wurde der Wagen nach einem Achsbruch instand gesetzt. 1978 erhielt er im Rahmen einer Hauptuntersuchung einen neuen Motor und ein hydrodynamisches Getriebe sowie neue Stirnlampen mit getrennten Schlusslichtern. Spätestens seit diesem Zeitpunkt besaß er die neue Betriebsnummer VT 13.

### RBG VT 13
Der Triebwagen ging 1989 als VT 13 an die Regental-Bahnbetriebs-Gesellschaft (RBG) über und war bis zur fälligen Hauptuntersuchung 1990 bei der Regentalbahn im Einsatz. Da am 23. September 1983 der letzte Reisezug auf der Strecke Deggendorf–Metten verkehrte und die Einstellung des regelmäßigen Personenverkehrs auf dem Abschnitt Viechtach–Gotteszell zum 30. April 1991 geplant war, war der Triebwagen überflüssig.

### DE VT 13
1992 wurde der Triebwagen an die Dortmunder Eisenbahn GmbH verkauft, die ihn als T1 bezeichnete und für die Bereisung ihres Schienennetzes im Ruhrgebiet verwendete. Dabei wurden die Inneneinrichtung des Fahrzeuges in Form eines Konferenzraumes umgestaltet und die Toilette ausgebaut.

### TAG 27
Seit 2016 wird der Triebwagen von der Tegernsee-Bahn Betriebsgesellschaft unter der Betriebsnummer TAG 27 geführt. Nach einer umfangreichen Renovierung hat er wieder eine weiß-blaue Lackierung und ist seit Februar 2018 wieder zugelassen. Der Führerstand mit den Bedienelementen hat sich im Vergleich zu Regentalbahnzeiten nur unwesentlich verändert. Für den Einsatz auf der Tegernsee-Bahn erhielt er eine Spurkranzschmierung und PZB 90.

## Konstruktive Merkmale
Der Triebwagen hatte für die Reisenden ein Großraumabteil ohne Zwischenwände, das lediglich zu den Einstiegsräumen abgetrennt war. Die Stirnseite hatte eine dreigeteilte Fensterfront. Außer den Stirnlampen änderte sich im Laufe der Jahre nichts an dieser Anordnung.
Die Dachform war flacher und windschnittiger als beim VT 02. Die beiden Triebwagen der Waggonfabrik Crede besaßen eine senkrechte Stirnpartie im Gegensatz zu dem bei der Waggonfabrik Riga gebauten LVD 803, dessen Stirnpartie ab der Fensterunterkante leicht geneigt war. Außerdem waren die drei Stirnfenster etwas schmaler ausgefallen.
Ursprünglich soll der Triebwagen einen Motor mit einer Leistung von 180 PS besessen haben. Da die Unterlagen während des Zweiten Weltkrieges verloren gingen, sind Hersteller und Typ sowie weitere Details nicht bekannt. Nach dem Wiederaufbau 1945 war der Antrieb dieselmechanisch mit einem Mylius-Getriebe, ab 1978 dieselhydraulisch. 1968 erhielt er moderne Stirnlampen.